# ساندویچ اسپاگتی
ساندویچ اسپاگتی یا ساندویچ ماکارونی یک ساندویچ استرالیایی است که با اسپاگتی پخته، یک سس، و نان به عنوان مواد اولیه درست می‌شود. این در برخی مناطق امتیازی زیرزمینی نزدیک ایستگاه‌های مترو در توکیو، ژاپن فروخته می‌شود و در پارک بیسبال تارگت فیلد در مینیاپولیس، مینه‌سوتا، ایالات متحده و در برخی از رستوران‌های آمریکا عرضه شده‌است.
ممکن است میزان کربوهیدرات این ساندویچ بالا باشد پس بهتر است وابسته بر سلیقه، از مواد پروتئینی (مانند گوشت و سویا و دیگرها) بیشتر و نیز سبزی برگی و تره‌بار مغذی (مانند: گوجه، کاهو، خیارشور و دیگرها) در ساخت آن به کار برد.

## آماده‌سازی
اسپاگتی پخته با سس و نان برای آماده‌سازی ساندویچ اسپاگتی به کار می‌رود. گاهی این ساندویچ را با استفاده از اسپاگتی باقی‌مانده تهیه می‌کنند، و اسپاگتی را می‌توان خرد کرد یا درسته رها کرد. کره یا مارگارین گاهی به عنوان یک ماده تشکیل‌دهنده به کار برده، بر نان پخش می‌شود. یک نان رول، نان ورقه شده و نان سیر می‌تواند برای درست کردن این ساندویچ به کار رود. مواد اضافی به کار رفته در ساخت این ساندویچ می‌تواند شامل پنیر همچون پنیر پارمزان رنده شده و ادویه‌هایی چون پودر سیر و پونه کوهی باشد. این می‌تواند سرد یا داغ، سرو شود و می‌توان با استفاده از ساندویچ ساز پخته شود.